# 시라카와 신덴번
시라카와 신덴 번(일본어: 白河新田藩 시라카와신덴한[*])은 일본 에도 시대, 시라카와번 영내의 개발지를 영지로 한 시라카와 번의 지번이다.

## 번의 역사
시라카와 신덴 번은 1688년, 마쓰다이라 다다나오가 양아버지인 시라카와 번주 마쓰다이라 다다히로로부터 2만 석 영지를 분봉받음으로써 생성되었다. 다다히로의 적자인 마쓰다이라 기요테루가 병약한 탓에 1681년, 다다나오가 차기 후계자로 영입되었으나, 기요테루의 아들 마쓰다이라 다다마사가 성장함에 따라 다다나오는 폐적되었고 대신 분가하게 된 것이다. 이후 다다히로가 야마가타번으로 이봉되고, 1700년, 다다나오의 뒤를 이어 번주에 취임한 다다마사가 빈고 후쿠야마 번으로 옮겨가게 되면서, 다다나오 또한 고오리번으로 전봉되었고, 신덴 번은 폐지되었다.
그 후 1712년, 마쓰다이라 지카키요가 형인 시라카와 번주 모토치카로부터 1만 석 영지를 분할받으면서 또다른 시라카와 신덴 번이 세워졌다. 원래는 신판 다이묘이지만 지번으로 배속된 신하라 하여 후다이 다이묘가 되었다. 2대 번주 요시치카가 모토치카의 양자가 되어 시라카와 번주 후계자로 결정되면서 신덴 번의 영지는 다시 시라카와 번에 귀속되었고, 번은 폐지되었다.

## 역대 번주
오쿠다이라 마쓰다이라 가문
- 마쓰다이라 다다나오(松平忠尚) 재위 1688년 ~ 1700년

에치젠 마쓰다이라 가문
1. 마쓰다이라 지카키요(松平知清) 재위 1712년 ~ 1721년
2. 마쓰다이라 요시치카(松平義知) 재위 1721년 ~ 1727년

## 같이 보기
- 시라카와번